# Colura naumannii
Colura naumannii là một loài Rêu trong họ Lejeuneaceae. Loài này được (Schiffner) Schiffner mô tả khoa học đầu tiên năm 1916.